# Dương Bồi An
Dương Bồi An (phồn thể: 楊培安; giản thể: 杨培安; bính âm: Yáng Péi'ān; Wade–Giles: Yang Peian; sinh ngày 5, tháng 6, năm 1971) là một ca sĩ nhạc rock người Đài Loan được biết đến như một tài năng "Chưa được khám phá" ở tuổi 35 trong ngành công nghiệp âm nhạc Đài Loan với bài hát nổi tiếng, "Tôi Tin" (相信) đã thành lập một đế chế, với kỹ năng thanh nhạc nhảy quãng tám anh được mệnh danh là "Hoàng tử phổi sắt" (肺 王子) bởi các phương tiện truyền thông Đài Loan và "Treble God" (高音之神) bởi người hâm mộ của anh ấy. Giọng hát của anh thường được so sánh với ca sĩ, nhạc sĩ quá cố Zhang Yu-Sheng do anh có sở thích hát những bài hát sau này và khả năng tương tự để hát những nốt cao một cách dễ dàng và rõ ràng mà không cần sử dụng falsetto (Giọng gió).

## Đầu đời
Sinh ra với người cha là lính cứu hỏa mẹ là công nhân, anh đã dành thời thơ ấu của mình để hát những đoạn nhạc của phim hoạt hình và những giai điệu. Sự ngưỡng mộ của anh dành cho các ban nhạc rock Châu Âu, và sau đó là Jon Bon Hòi, Journey (ban nhạc), điều đó khiến anh phát hiện ra tài năng thiên bẩm của mình khi hát những nốt cao.